# Hypnum lycopodioides x revolvens
Hypnum lycopodioides x revolvens là một loài Rêu trong họ Hypnaceae. Loài này được Sanio mô tả khoa học đầu tiên năm 1883.